# Draga, Šmarješke Toplice
Draga je naselje v Občini Šmarješke Toplice. V naselju stoji cerkvica sv. Helene, ki je ohranila romanski videz. Po legendi naj bi na poti v Rim v njej maševala sv. Ciril in Metod.